# Operation PBSUCCESS
Die Operation PBSUCCESS (auch Operation SUCCESS) war eine 1954 vom US-amerikanischen Auslandsgeheimdienst CIA durchgeführte Geheimdienstoperation mit dem Ziel, den demokratisch gewählten Präsidenten von Guatemala, Jacobo Árbenz Guzmán, zu stürzen. Nachdem im August 1953 die Regierung Mossadegh im Iran durch die CIA Operation TPAJAX erfolgreich gestürzt wurde, war es die erste große verdeckte Operation der 1949 gegründeten CIA in Zentralamerika und wurde wegen ihres zunächst innerhalb der US-Regierung so gesehenen „Erfolgs“ zum Vorbild für weitere derartige Aktivitäten in Lateinamerika und in vielen Ländern weltweit. Ein kleiner Teil der CIA-internen, lange als Geheimsache unter Verschluss gehaltenen Akten zu der Operation, ist mittlerweile öffentlich zugänglich.
Die Aktion ging unter anderem auf das Drängen des US-Lebensmittelkonzerns United Fruit Company (heute Chiquita Brands International) zurück, der ausgedehnten Grundbesitz in Guatemala besaß und durch die von Arbenz geplante Landreform seine Interessen gefährdet sah. UFCO-Direktor Sam Zemurray gelang es dank des Propagandaspezialisten Edward Bernays, den westlich orientierten, integren Präsidenten als Kommunisten und Handlanger Moskaus zu diffamieren.
Der damalige CIA-Direktor Allen Welsh Dulles war nebenbei als Rechtsanwalt und Lobbyist für das Unternehmen tätig, ebenso wie sein älterer Bruder John Foster Dulles, der ab 1953 Außenminister der Vereinigten Staaten wurde. Die CIA bildete eine Ad-hoc-„Befreiungsarmee“ von ungefähr 400 Kämpfern in Nicaragua aus und versorgte sie mit Waffen. Unter dem Befehl von Castillo Armas drang diese am 18. Juni 1954 über Honduras nach Guatemala ein. Arbenz musste daraufhin am 27. Juni 1954 zurücktreten.
Der so herbeigeführte völkerrechtswidrige Staatsstreich verursachte erhebliche politische Instabilität in dem sich damals gerade in einer Stabilisierungsphase befindlichen bzw. friedlichen Land und markierte den Beginn von vier Jahrzehnten repressiver Gewaltherrschaft verschiedener, sich gegenseitig ablösender Militärdiktaturen, die von den USA politisch und militärisch unterstützt wurden. Während dieses Bürgerkriegs wurden bis zu seinem Ende 1996 zwischen 140.000 und 200.000 Guatemalteken getötet. Die meisten wurden vom Militär und staatlich gesteuerten, inoffiziellen paramilitärischen Todesschwadronen ermordet. Eine große Zahl wurde dabei zum Opfer der Praxis des so genannten Verschwindenlassens, sie werden auch als Desaparecidos bezeichnet.

## Ursprünge und Hintergründe der Operation
Operation Success oder PBSUCCESS war das erste CIA-Unternehmen mit dem Ziel, eine ausländische Regierung mit geheimdienstlichen und paramilitärischen Maßnahmen zu stürzen. Beide Operationen markierten einen gravierenden Wechsel in der Funktion der CIA. Neben ihrer eigentlichen Aufgabe als Nachrichtendienst entwickelte sie eine paramilitärische Komponente für eine globale Einflussnahme durch aktive Maßnahmen. In Guatemala geschah dies durch den Aufbau einer Invasionsarmee, die aus Exil-Guatemalteken sowie zentral- und US-amerikanischen Söldnern bestand.
Anlass für die Operation Success waren zwei Faktoren. Der 1950 gewählte Präsident von Guatemala, Jacobo Árbenz Guzmán, ein Berufsoffizier, forcierte die bereits unter seinem Vorgänger Juan José Arévalo geplante Landreform zugunsten besitzloser Kleinbauern, von der vor allem die United Fruit Company (UFCO) stark betroffen war. Hinzu kamen seine offenen Sympathien für die Kommunistische Guatemaltekische Partei (Partido Guatemalteco de Trabajo = PGT; Guatemaltekische Partei der Arbeit). Sie war zwar im Parlament nur mit vier von 57 Abgeordneten vertreten und stellte auch keinen Minister im Kabinett Arbenz’, besaß aber starken Einfluss im Landwirtschaftsministerium, das mit der Landreform befasst war.
Doch die Regierung Arbenz stand nicht nur von Seiten der UFCO und ihren Lobbyisten in den USA unter Druck. Die Regierung von Honduras unter Präsident Juan Manuel Gálvez sah in der guatemaltekischen Landreform ein gefährliches Beispiel für Honduras, in dem die UFCO einen ökonomischen und politischen Einfluss besaß wie in keinem anderen zentralamerikanischen Staat. Nicht aus ökonomischen, sondern politischen Gründen waren die Regierungen Nicaraguas unter Anastasio Somoza García und der Dominikanischen Republik unter Rafael Leónidas Trujillo Molina an einem Sturz Arbenz’ interessiert. Beide Diktatoren sahen in Arbenz’ Aktivitäten langfristig eine Bedrohung ihrer eigenen Herrschaft. Der erste konkrete Plan, Arbenz zu stürzen, stammte daher nicht von der US-Regierung unter Präsident Harry S. Truman oder der CIA, sondern von Somoza.

## Operation PBFortune
Offenbar im April 1952 machte Somoza anlässlich eines USA-Besuchs Truman den Vorschlag einer bewaffneten Intervention in Guatemala. In den nächsten Wochen wurde das Unternehmen, das unter dem Codenamen Operation PBFortune (auch als Operation Fortune bekannt) lief, von Somoza, Oberst Joseph Caldwell King der CIA und der UFCO geplant; Verbindungsmann des Konzerns zur CIA war Thomas Corcoran. Trujillo sowie der Diktator Venezuelas, Marcos Pérez Jiménez, unterstützten den Plan finanziell. Somoza sah in dem ehemaligen guatemaltekischen Oberstleutnant Carlos Castillo Armas den idealen Führer der Invasionstruppe. Allerdings waren sich die Verschwörer durchaus im Klaren darüber, dass das Unternehmen nur gelingen würde, wenn nach dem Einmarsch der „Befreiungsarmee“ ein Putsch der guatemaltekischen Militärs Arbenz zu Fall bringen würde. Das Unternehmen wurde im Herbst 1952 eingestellt, als das nicht in die Planung involvierte US-Außenministerium erfuhr, dass bereits ein Schiff mit Waffen von New Orleans aus nach Nicaragua unterwegs war. Außenminister Dean Acheson intervenierte bei Truman, der das Unternehmen absagen ließ.

## Operation Success. Die Planungsphase
Nach dem Sieg Dwight D. Eisenhowers bei den US-Präsidentschaftswahlen im November 1952 wurde eine neue Strategie im Kampf gegen den Kommunismus entwickelt, die so genannte Rollback-Doktrin. Während die antikommunistische Paranoia in den USA, angeheizt durch die Presse, beständig zunahm, wurde im September 1953 Operation Success ins Leben gerufen. Das Pentagon war nicht involviert, da die CIA den militärischen Teil des Unternehmens selbst abdeckte; meist durch eigene Mitarbeiter oder eigens angeworbene ehemalige Angehörige der amerikanischen Streitkräfte. Erstaunlicherweise war auch die Aufklärungsabteilung der CIA, das Directorate of Intelligence, nicht beteiligt, sondern lediglich das Directorate of Plans (DDP) unter Frank Gardiner Wisner.
Operation Success knüpfte grundsätzlich an Operation Fortune an. Das Ziel war, die guatemaltekische Militärführung mit dem Einmarsch einer Interventionstruppe zum Putsch gegen Arbenz zu bewegen. Der Schwerpunkt des Unternehmens lag also nicht auf der militärischen Komponente, sondern der psychologischen Wirkung des militärischen Einsatzes. Zu keiner Zeit nahm der Planungsstab an, dass die nur wenige hundert Mann umfassende Truppe von Castillo Armas eine Auseinandersetzung mit der gut 5.000 Mann starken und gut ausgebildeten guatemaltekischen Armee überstehen würde. Außerdem war auch der Einsatz einer Truppe als Fünfte Kolonne geplant, die in Guatemala durch Sabotage und Propaganda-Aktionen Unruhe erzeugen sollte. Eine Schlüsselfigur in dieser psychologischen Kriegsführung sollte der neue amerikanische Botschafter in Ciudad de Guatemala spielen, John Emil Peurifoy, der im Oktober 1953 seinen Posten antrat. Das Botschaftspersonal selbst hatte keine Kenntnis von dem Unternehmen. Bereits auf seinem vorherigen Posten in Athen hatte Peurifoy enge Kontakte zur CIA unterhalten. Zeitgenossen sahen in ihm eher einen Politiker als einen Diplomaten.
Der Planungsstab für Operation Success residierte auf dem Militärflugplatz von Opa-locka in Florida, auf dem der Flugbetrieb größtenteils eingestellt war. Von hier aus wurden die Transporte zu den Basen in Nicaragua und Honduras abgewickelt. Beteiligt an der Planung war auch Howard Hunt, ein Geheimdienstmitarbeiter sowie Autor von Kriminal- und Agentenromanen, der später eine entscheidende Rolle in der Watergate-Affäre spielte. Militärischer Operationsleiter war Oberst Albert Haney. Eine Schlüsselfigur war Whiting Willauer, der bereits in der Civil Air Transport Company von General Claire Chennault, dem Gründer der Flying Tigers, eine führende Position innehatte.
Im Februar 1954 begann die Ausbildung der ersten Söldner auf einer finca nahe der honduranischen Hauptstadt Tegucigalpa. Zur gleichen Zeit wurden in Nicaragua zwei Trainingslager eingerichtet: auf der kleinen Insel Momotombito im Managua-See und in El Tamarindo, einem Privatbesitz Somozas zwischen Managua und Leon. In der Nähe von Puerto Cabezas an der nördlichen nicaraguanischen Karibikküste wurde eine Landebahn gebaut, auf der die Luftwaffe der Invasoren versammelt wurde. Es handelte sich dabei um ein bis zwei Dutzend Flugzeuge aus dem Zweiten Weltkrieg der Typen Republic P-47 „Thunderbolt“, North American P-51 „Mustang“ und Douglas DC-3/C-47. Die Piloten waren nahezu ausschließlich Amerikaner, angeheuert von der CIA und möglicherweise von Willauer vermittelt.
Am 6. Mai 1954 erhielt der inzwischen entfachte Propagandakrieg gegen die Regierung Arbenz neue Nahrung, als an der nicaraguanischen Pazifikküste eine große Waffenladung aufgefunden wurde. Tage vorher war dort angeblich ein U-Boot unbekannter Nationalität gesichtet worden. Tatsächlich hatten jedoch Somoza und die CIA die Ladung dort deponiert. Dieser vermeintliche Propagandacoup war jedoch wenig glaubwürdig. Erfolgreicher war die Installation einer Radiostation in der Nähe Managuas. Leiter von La Voz de la Liberación („Die Stimme der Befreiung“) wurde David Lee Phillips, ein Radiosprecher, der fließend Spanisch sprach. Am 1. Mai nahm der Sender den Betrieb auf und beeinflusste die guatemaltekischen Zuhörer mit geschickt aufbereiteter Propaganda, unterbrochen von populärer Musik.

## Die Reise derAlfhem
Unbeabsichtigt von der CIA bot sich ihr zufällig ein weiterer propagandistischer Vorwand, Operation Success voranzutreiben. Hintergrund war eine tschechoslowakische Waffenlieferung an Guatemala.
Bereits 1949 hatten die USA ihre Waffenexporte nach Guatemala gestoppt; ab 1951 verhinderten sie den Ankauf von dritter Seite. Daher griff Arbenz nun auf die Hilfe der PGT zurück. Im November 1953 reiste ihr Generalsekretär, José Manuel Fortuny, heimlich nach Prag. Dort wurde er von dem Ersten Sekretär der Kommunistischen Partei der Tschechoslowakei (KSC) und späteren Staatspräsidenten Antonín Novotný empfangen. Vermutlich nach Rücksprache mit der sowjetischen Regierung – offenbar besaßen weder Prag noch Moskau tiefere Kenntnis der zentralamerikanischen Politik – entschloss sich die Regierung der Tschechoslowakei, eine größere Ladung Waffen an Guatemala zu liefern. Hierbei handelte es sich um deutsches, britisches und tschechoslowakisches Material aus dem Zweiten Weltkrieg, darunter Panzerabwehrkanonen (Pak), Geschütze und Maschinengewehre. Angeblich war ein großer Teil der Sendung unbrauchbar. Konkret abgewickelt wurde das Geschäft durch einen Vertrauensmann von Arbenz, den 33-jährigen Ex-Major Alfonso Martínez, der sich angeblich in der Schweiz einer Operation unterzog, tatsächlich aber nach Prag geflogen war.
Die Waffenladung, insgesamt 15.424 Kisten mit einem Bruttogewicht von 2.000 Tonnen, wurde im April 1954 vom tschechoslowakischen Außenhandelsunternehmen Metrans in den polnischen Hafen Stettin transportiert und dort auf den gut 5.000 Tonnen großen schwedischen Frachter Alfhem verladen. Obwohl ein CIA-Agent die Ausfahrt des Motorschiffs am 15. April 1954 meldete, verlor sich seine Spur zeitweilig auf hoher See. Nach Zwischenaufenthalten in Dakar und Curaçao lief die Alfhem vier Wochen später, am 15. Mai 1954, in Puerto Barrios an der guatemaltekischen Karibikküste ein. Vermutlich hatte Arbenz mit dem Waffenkauf nicht nur geplant, die eigene Armee auszurüsten, sondern auch Arbeitermilizen unter Führung der PGT und der Gewerkschaften.
Alarmiert durch die Ankunft der Alfhem, von deren Ladung man in den USA annahm, dass sie die Moral der guatemaltekischen Armee stärken würde, wurde der Propagandadruck auf Arbenz verstärkt. Am 23. Mai verließen zwei U-Boote Key West, und am 27. Mai sandte die U.S. Air Force drei Interkontinentalbomber vom Typ Convair B-36 nach Nicaragua. Gleijeses merkte dazu an: The bombers flew over Nicaragua, but their shadows fell on Guatemala.

## Letzte Vorbereitungen
Zwischenzeitlich erzeugten amerikanische Politiker und die Presse eine Hysterie, in der sie auch vor absurden Vergleichen nicht zurückschreckten. Der Kongressabgeordnete McCormick verglich die Fahrt der Alfhem mit einem sowjetischen Schiff, das heimlich eine Atombombe in den Hafen von New York geschmuggelt hätte, die nun jederzeit gezündet werden könne. Andere Politiker verglichen die Ankunft des Schiffs mit dem Überfall von Italien auf Äthiopien 1935.
Ein weiteres Ereignis heizte die Stimmung in Honduras und den USA an. Die Ankunft der Alfhem fiel zusammen mit einem Streik von gut 40.000 Bananenarbeitern auf den Plantagen der UFCO und der Standard Fruit Company in Nordhonduras; ein bis dahin beispielloser Vorgang in Zentralamerika, zumal es bis dahin in Honduras keine Landarbeitergewerkschaften gab. Vom Norden aus breitete sich der Streik über das ganze Land aus. Honduras’ Präsident Gálvez forderte von der US-Regierung zwei Kriegsschiffe für die Nordküste an, die notfalls Marines zur Niederschlagung des Streiks landen sollten. Das Außenministerium stimmte zu. Nach Meinung der amerikanischen Presse war der Streik nur möglich durch kommunistische Initiative und logistische Unterstützung; die Anschuldigungen gingen in Richtung Guatemala. Ein Abgeordneter sah bereits den Panamakanal in Gefahr. Selbst die New York Times verstieg sich in einem Artikel vom 23. Mai 1953 zu der Ansicht, dass der Waffentransport der Alfhem, der Streik in Honduras und der Waffenfund in Nicaragua Teil einer guatemaltekischen Verschwörung waren.
Der Waffenkauf erwies sich für Arbenz als problematisch. Die guatemaltekische Militärführung war sich darüber im Klaren, dass der Kauf in den USA keineswegs gutgeheißen werden würde. Die Armee selbst sah sich durch die Möglichkeit der Aufstellung von Milizen in ihrer Rolle als Waffenträger der Nation gefährdet. Arbenz hatte nur zwei Alternativen, die beide große Nachteile bargen: Stellte er mit den Waffen Milizen auf, geriet er in einen gefährlichen Konflikt mit der Armee – verzichtete er dagegen auf die Milizen und die Armee und versagte dann bei der längst erwarteten Invasion, wären nicht nur die Landreform, sondern sämtliche politischen und sozialen Errungenschaften der Revolution von 1944 in Gefahr gewesen.
Die US-Botschaft unter Peurifoy und die US-Militärmission übten derweil subtilen Druck auf die höheren Heeresoffiziere aus und signalisierten, dass die USA notfalls direkt intervenieren würden. Eine militärische Auseinandersetzung zwischen den USA und der Armee Guatemalas konnte aber nur in einem Desaster enden. Diese Überlegungen sollten den Verlauf des Konflikts bestimmen. Unabhängig davon war Arbenz bei der überwiegenden Mehrheit des Offizierskorps immer noch anerkannt, wenn auch sein politischer Kurs bei weitem nicht von allen akzeptiert wurde.
Die Gerüchteküche wurde weiter aufgeheizt durch die Abreise des honduranischen Botschafters am 25. Mai 1954. Die zentralamerikanische Presse hatte nur eine Erklärung dafür: Guatemaltekische Truppen, ausgerüstet mit den Waffen der Alfhem, standen bereit für eine Invasion Honduras. In Guatemala wurde dies als Versuch gewertet, eine amerikanische Invasion „zum Schutz“ von Honduras zu provozieren. Dies war zwar nie die tatsächliche Absicht der USA, doch diente das Gerücht dazu, die Nervosität in Guatemala auf einen Höhepunkt zu treiben.

## 18. Juni 1954: Invasion
Am 20. Mai kam es zur ersten militärischen Aktion der Invasoren. Eine in Nicaragua ausgebildete Kommandoeinheit überfiel in der Nähe von Puerto Barrios einen Eisenbahnzug, der Waffen der Alfhem aus dem Hafen in die Hauptstadt transportierte. Der Schaden war gering, aber ein Armeesoldat und ein Kommandomitglied kam ums Leben. Zwei weitere Versuche, die Transporte aufzuhalten, scheiterten ebenfalls.
Während die US- und zentralamerikanische Presse Honduras als das unschuldige Opfer einer kurz bevorstehenden kommunistischen Invasion aus Guatemala inszenierten, war es in Guatemala und Honduras ein offenes Geheimnis, dass in Honduras eine Invasionstruppe zusammengestellt wurde, da einige Teilnehmer des Unternehmens sich sehr freizügig in der Öffentlichkeit geäußert hatten. Die Nervosität im guatemaltekischen Offizierskorps wurde noch einmal gesteigert durch die Desertion von Rodolfo Menoza Azurdia, dem fähigsten Flieger des Landes. Er floh in Begleitung des ehemaligen US-Majors und stellvertretendem Leiter der U.S. Air Force Mission in Guatemala, Ferdinand Schupp. Beide nahmen wenige Tage später an den Luftangriffen auf Guatemala teil.
Gut drei Tage vor dem Beginn der Invasion wurden die in Nicaragua ausgebildeten Kräfte per Lufttransport nach Nordhonduras verlegt. Am 18. Juni begann der Einmarsch der so genannten Liberacionistas. Die Truppe umfasste anfänglich lediglich 250 Mann. Der militärische Plan bestand in der Einnahme der Kleinstadt Zacapa, einem wichtigen Eisenbahnknotenpunkt gut 50 km Luftlinie von der Grenze entfernt, und von Puerto Barrios, dem wichtigsten Ausfuhrhafen des Landes. Um 8 Uhr morgens überschritt die Lkw-Kolonne von Castillo Armas die Grenze. Entgegen der Erwartung von Armas gab es jedoch keinerlei Anzeichen für eine Revolution gegen Arbenz, die die Invasoren erwartet hatten; die Bevölkerung blieb passiv. Daher wurden nun die Luftstreitkräfte eingesetzt. Diese erwiesen sich keineswegs als so effektiv, wie erwartet. Zwar wurden Flugblätter über der Hauptstadt abgeworfen und Puerto Barrios mit einer Handgranate und einer Dynamitstange „bombardiert“, doch bereits am 20. Juni waren drei Maschinen ausgefallen. CIA-Chef Dulles erklärte an diesem Tag Präsident Eisenhower, dass der Ausgang des Unternehmens nun unsicher sei; Oberst Haney sah in dem Verlust der Maschinen eine Katastrophe. Schließlich wurden von den USA zwei weitere Maschinen entsandt, um die Angriffe fortzuführen.
Die personelle Schwäche der Invasionstruppe war auch ein Grund für Arbenz, keine Milizen aufzustellen. Armeechef Carlos Enrique Díaz hatte den Präsidenten ausdrücklich davor gewarnt, da die Armeeführung dies als schwere Beleidigung auffassen würde. Unabhängig davon musste Arbenz damit rechnen, dass die Armee im Zweifelsfall die Waffenausgabe an eventuelle Milizen sabotieren würde. Seine Strategie bestand daher in den folgenden Tagen darin, in der Hauptstadt den Krieg an der diplomatischen Front zu führen und den Kampfeinsatz gegen Castillo Armas Truppe befreundeten Offizieren zu überlassen: den Obristen Victor M. León, Pablo Díaz und José Barzanella. Diese gingen mit gut 2.000 Mann der besten Truppen an die Front nach Zacapa. Arbenz wollte die Kämpfe möglichst weit im Landesinnern führen, um Honduras nicht die Möglichkeit zu geben, Guatemala einer Invasion zu bezichtigen und damit die USA zu einem direkten militärischen Eingreifen zu provozieren.
Tatsächlich kam es am 20. Juni 1954 zum einzigen größeren Gefecht zwischen der Armee und den Invasoren. Der junge Leutnant César Augusto Silva Girón, Führer eines Zuges von gut 30 Mann, kämpfte bei dem kleinen Ort Gualán, etwas nordöstlich von Zacapa, 36 Stunden lang gegen weit überlegene Einheiten der so genannten Befreiungsarmee und schlug diese zurück. 23 Jahre später schilderte er die Ereignisse in seinen Memoiren (La Batalla de Gualán, junio 1954, Ciudad Guatemala 1977). Silvas Sieg wiederum bestärkte Arbenz in dem Glauben, dass die militärischen Handlungen unwesentlich waren.
Am 21. Juni erlebten die Invasoren eine zweite Niederlage, als sie versuchten, mit gut 100 Mann Puerto Barrios einzunehmen. Sie wurden von der dortigen Polizei und eilig bewaffneten Zivilisten, meist Gewerkschaftern, zurückgeschlagen. Ein von den Invasoren benutzter Schoner, die Siesta de Trujillo, wurde mitsamt ihrer Waffenladung beschlagnahmt und 20 Gefangene gemacht.

## Zwischenspiel: Der UN-Sicherheitsrat
Arbenz hatte von Anfang an auf die diplomatische Karte gesetzt und war daher in der Hauptstadt geblieben, weil er nur von hier aus über die Kommunikationslinien zur UNO in New York verfügte. Doch alle Versuche scheiterten, die UNO für ein Engagement für Guatemala zu gewinnen. Am 25. Juni 1954 fand eine Sitzung des Sicherheitsrats statt, in der darüber entschieden werden sollte, ob der „Fall Guatemala“ behandelt werden sollte. Vier Mitglieder, die UdSSR, Dänemark, der Libanon und Neuseeland, sprachen sich dafür aus, der Rest dagegen; Großbritannien und Frankreich enthielten sich der Stimme, da sie von den USA massiv unter Druck gesetzt worden waren.
Mit diesem Ergebnis war Arbenz an der diplomatischen Front vollständig gescheitert.

## Das Ende der Invasion. Die Abdankung von Arbenz am 27. Juni 1954
Trotz der Siege von Gualán und Puerto Barrios verblieb die militärische Führung an der Front völlig passiv. Am 23. Juni stellte sich endgültig heraus, dass die führenden Offiziere nicht bereit waren, gegen die „Befreiungsarmee“ von Castillo Armas zu kämpfen. Die Rebellen nahmen daher den Ort Chiquimula nahezu ohne Widerstand ein, obwohl Oberstleutnant Hernández über 150 Mann verfügte. Der einzige Widerstand wurde von ein paar Dutzend Bauern geleistet, die lediglich über Jagdwaffen verfügten. Die „Schlacht von Chiquimula“ wurde von den Akteuren von Operation Success zu einem großen militärischen Sieg über die Armee aufgebläht.
Allerdings ging das Grundkonzept des Operationsplans nun auf. Die Armeeführung ging davon aus, dass im Fall einer Niederlage der Invasoren die USA tatsächlich direkt intervenieren würden. Obwohl dies nie beabsichtigt war, genügte die aufgebaute Drohkulisse, die Offiziere dazu zu bewegen, Arbenz zum Rücktritt aufzufordern.
Arbenz’ Niederlage am 25. Juni vor der UNO, seine völlige Isolation auch in Lateinamerika selbst, eine völlig passive Bevölkerung in der Hauptstadt und der Druck der Offiziere führten am 27. Juni zu seiner Entscheidung, zugunsten einer Militärjunta unter Armeechef Enrique Díaz zurückzutreten. Obwohl ihn die PGT und einige Gewerkschaften aufforderten, Milizen aufzustellen, sah er von diesem Vorschlag ab. Arbenz hoffte, dass sein Rücktritt als persönliches Opfer genügen würde, die Invasion zu beenden und die Ergebnisse der Revolution von 1944 zu sichern. Dies war ihm auch von Díaz zugesichert worden. Am 27. Juni 1954 trat Arbenz zurück.
Doch Operation Success war nicht ins Leben gerufen worden, um einen Anhänger von Arbenz im Amt zu hinterlassen. Am 7. Juli – innerhalb von elf Tagen hatten sich fünf provisorische Regierungen hintereinander abgelöst – wurde Castillo Armas Führer einer neuen Junta. Am 1. September 1954 schieden die anderen Mitglieder dieser Junta aus und Castillo wurde Präsident. Er wurde drei Jahre später, am 26. Juli 1957, im Präsidentenpalast von einem Angehörigen der Palastwache ermordet, der sich sofort selbst umbrachte. Bis heute ist nicht geklärt, wer die Hintermänner des Anschlags waren.

## Die Berichterstattung in Deutschland
Sowohl die ost- wie die westdeutsche Presse berichteten sehr ausführlich über die Ereignisse in Guatemala vom 18. bis 28. Juni 1954. Ein Grundproblem galt trotz aller ideologischen Differenzen in der Berichterstattung für beide: Es gab keine zuverlässigen Informationen, und die wenigen, die sie erhielten, stammten aus den USA.
Es verwundert daher nicht, dass so unterschiedliche Zeitungen wie die konservative westdeutsche Welt und das Flaggschiff der DDR-Presse, Neues Deutschland, mit völlig unrealistischen Zahlen operierten; angeblich kämpften auf beiden Seiten jeweils 5000 Mann. Während aber zum Beispiel die Welt sorgfältig den Begriff „Söldner“ für die Invasionsarmee vermied, sprach das Zentralorgan der SED ganz offen von „Luftpiraten“, wobei die Luftangriffe und ihre Auswirkungen völlig übertrieben wurden. Einen sehr fundierten und pointierten grundlegenden Artikel veröffentlichte Der Spiegel in seiner Ausgabe vom 30. Juni 1954: Guatemala. Der große Knüppel. Der nicht genannte Autor setzte auf vier Seiten den Angriff auf Guatemala in einen größeren Kontext zur früheren Politik des Big Stick der USA in der Karibik aus der Zeit vor 1933. Der „Bananenkrieg“ geriet aber vor allem in Westdeutschland schnell in Vergessenheit, wenn er auch in dem weit verbreiteten Werk Die Kriege der Nachkriegszeit von Christian Zentner (München 1969) in dem Kapitel Der Schatten des Kubaners recht objektiv geschildert wurde.

## Nachwirkungen
Heute steht außer Zweifel, dass Operation Success das Vorbild für die Operation Zapata bei der Invasion in der Schweinebucht im April 1961 war. Teilweise war das Personal identisch; wieder beteiligt waren Frank Wisner und J. C. King. Das militärische und politische Desaster in der Schweinebucht war offenbar ausgerechnet auf den Erfolg von Operation Success zurückzuführen. Denn trotz erheblicher Planungsmängel und schwerer logistischer Fehler hatte das Unternehmen in Guatemala seinen Zweck quasi nach Drehbuch erfüllt. Dies verführte die CIA offenbar Jahre später dazu, grundlegende politische und militärische Unterschiede in der Situation auf Kuba 1960/61 und Guatemala 1953/54 nicht zur Kenntnis zu nehmen oder zu verdrängen. Und Fidel Castro Ruz, ehemaliger pistolero der militanten Studentenvereinigung MNR, Teilnehmer des Filibusterunternehmens von Cayo Confites der Karibischen Legion (Legión del Caribe) 1947 und inzwischen erfahrener Guerillero mit einem ausgesprochenen Machtwillen, war das genaue Gegenteil des distinguierten Berufsoffiziers Jacobo Árbenz Guzmán, der 1971 in Ciudad de Mexiko in einer Badewanne ertrank.
Operation Success hatte aber auch bei einem anderen Protagonisten der kubanischen Revolution Spuren hinterlassen: Ernesto Guevara de la Serna, populär Che Guevara genannt. Guevara hielt sich 1954 als Zeitschriftenverkäufer bzw. Buchhändler in Guatemala auf. Politisch ein Anhänger von Arbenz, erlebte er am 25. Juni 1954, wie der Versuch der PGT und der Gewerkschaften scheiterte, Milizen zu bilden und den Kampf gegen die Invasoren aufzunehmen. Nach dem jetzigen Forschungsstand ist dieses Erlebnis der Grund, warum Guevara 1959 sofort darauf drang, die kubanische Armee von Berufsoffizieren zu säubern und Milizen aufzustellen.
Langfristig hatte Operation Success für das Ansehen der USA in Lateinamerika verheerende Folgen. Nach Ansicht von Mario Vargas Llosa war sie ein historischer Fehler, denn sie verzögerte »die Demokratisierung des Kontinents um Jahrzehnte und kostete Tausenden Menschen das Leben« und entfachte bei Generationen von Lateinamerikanern den Hass auf die USA.
Militärgeschichtlich ist Operation Success von außerordentlicher Bedeutung, da hier zum ersten Mal in der Geschichte der Neuzeit eine militärische Operation gegen einen unabhängigen Staat von einem Geheimdienst geplant, organisiert und durchgeführt wurde, ohne dass das reguläre Militär daran beteiligt war. In diesen Kontext gehört auch die Verwendung von Söldnern. Hier zeichnete sich zum ersten Mal nach 1945 die Verwischung von militärischen und geheimdienstlichen Operationen ab, die auch für die Militärgeschichte eine Herausforderung ist, da sich hier Militär- und Nachrichtendienstgeschichte überschneiden, was nicht nur in Deutschland die Frage nach dem Zugang zu historischen Geheimdienstakten aufwirft.

## Chronologie
1952: Die nicaraguanische Regierung unter dem Diktator Anastasio Somoza García entwickelt unter dem Codenamen Operation Fortune den Plan zum Sturz der Regierung Arbenz. Der amerikanische Außenminister Dean Acheson kann das Unternehmen, an dem auch die United Fruit Company (UFCO) beteiligt ist, durch eine Intervention bei Präsident Harry S. Truman verhindern. Die UFCO hatte bereits ein Schiff als Transporter bereitgestellt.
März 1953: Die Regierung von Jacobo Árbenz Guzmán verstaatlicht 234.000 Acres, ca. 93.000 Hektar, nichtkultivierten Landes aller Plantagen von über 83 Hektar Größe. Davon ist vor allem die United Fruit Company (UFCO) betroffen, die in Guatemala riesige Bananenplantagen besitzt, aber offenbar auch Kaffeebesitzungen von (west)deutschen Auswanderern. Die UFCO fordert vom guatemaltekischen Staat eine Entschädigung von 15,8 Mill. Dollar. Die Regierung Arbenz dagegen bietet lediglich 600.000 Dollar Entschädigung, da sie die offizielle Steuereinschätzung der Gesellschaft zur Grundlage macht.
März 1953: Ein Putsch rechtsgerichteter Offiziere gegen Arbenz wird entdeckt. Bei den gerichtlichen Vernehmungen wird bekannt, dass die CIA und die UFCO an dem Putschplan beteiligt waren.
1953: Die CIA erhält unter der Regierung Eisenhower im Rahmen der so genannten Rollback-Politik außer der Funktion eines reinen Nachrichtendienstes die Aufgabe einer militärischen bzw. paramilitärischen Interventionstruppe. Mit der Operation Ajax wird im Iran zum ersten Mal in der amerikanischen Geschichte nach 1945 eine legitime ausländische Regierung mit geheimdienstlichen Mitteln gestürzt.
August 1953: Der National Security Council fällt die Entscheidung zur Operation Success. In Nicaragua wird mit Hilfe der Regierung Somoza ein Ausbildungslager für eine Invasionsarmee angelegt. Für Guatemala wird ein Waffenembargo ausgesprochen.
Februar 1954: Durch weitere Maßnahmen der Regierung Arbenz erhöht sich der Anteil des verstaatlichten Grundbesitzes auf eine Fläche von 1457 km².
April 1954: Aufgrund des Waffenembargos der USA kauft die Regierung Arbenz Waffen in der Tschechoslowakei. Diese verlassen am 15. April 1954 an Bord des schwedischen Frachters Alfhem den polnischen Hafen Stettin. Das Schiff erreicht am 15. Mai 1954 ungehindert den guatemaltekischen Hafen Puerto Barrios.
19. Mai 1954: Eisenhower warnt vor der Einrichtung einer kommunistischen Diktatur in einem lateinamerikanischen Staat.
18. Juni 1954: Die von Castillo Armas geführte Interventionstruppe überschreitet die honduranisch-guatemaltekische Grenze.
20. Juni 1954: Gefecht von Gualán zwischen den Invasoren und einer Einheit des guatemaltekischen Heeres unter Führung von César Augusto Silva Girón. Die Invasoren erleiden eine Niederlage.
21. Juni 1954: Die geplante Einnahme von Puerto Barrios durch die Invasoren scheitert.
25. Juni 1954: Der UN-Sicherheitsrat lehnt den Antrag Guatemalas auf Unterstützung ab. Die Armeeführung fordert Präsident Arbenz zum Rücktritt auf und droht damit, direkt mit Castillo Armas zu verhandeln.
27. Juni 1954: Arbenz erklärt seinen Rücktritt zugunsten einer Junta unter Führung von Oberst Enrique Díaz. Am gleichen Tag versenkt die Luftwaffe der Invasoren im Pazifikhafen von Puerto San José den britischen Frachter SS Springfjord, der auf Grund sinkt. Die Besatzung kann rechtzeitig das Schiff verlassen.
7. Juli 1954: Eine Junta unter der Führung von Castillo Armas übernimmt die Regierung.
1. September 1954: Nach dem Ausscheiden der übrigen Juntamitglieder wird Castillo Armas Präsident.

## Literarische Rezeption
- Bereits 1959 wurde die CIA-Operation von dem DDR-Schriftsteller Wolfgang Schreyer in seinem Roman Das grüne Ungeheuer verarbeitet. Das Werk erlebte unter dem Titel Der grüne Papst zahlreiche Nachauflagen. Die Hauptrolle spielt ein ehemaliger deutscher Luftwaffenpilot, der, von den Invasoren zur Mitarbeit erpresst, unter dem Tarnnamen „Antonio Morena“ an dem Staatsstreich als Pilot teilnimmt, aber während der Aktion aus Gewissensgründen zur Regierungsseite überläuft. Schreyer verfasste ebenfalls 1959 die Reportage Bananengangster, die erstmals in dem Sammelband Alaskafüchse: Fünf Reportagen aus drei Erdteilen (Berlin 1959, S. 237–316) erschien und 1970 als Meridian-Heftroman Nr. 25 publiziert wurde.

- Schreyers Roman wurde 1962 vom Deutschen Fernsehfunk (DFF) unter dem Originaltitel Das grüne Ungeheuer in fünf Teilen mit Jürgen Frohriep in der Rolle des Morena und Erik S. Klein in der Rolle des Agenten der United Fruit Company, „Steve Baxter“, verfilmt (Regie: Rudi Kurz, Erstausstrahlung am 16. Dezember 1962). Die „exotischen“ Außenaufnahmen wurden in Bulgarien gedreht, die Innenaufnahmen im Filmstudio Babelsberg. Bei der Sendung handelte es sich um den ersten Fernsehfünfteiler des DFF. Im August/September 1994 wurde die Serie noch einmal vom MDR ausgestrahlt und ist inzwischen auf DVD ediert.

- Bereits ein Jahr nach Schreyers Roman veröffentlichte der westdeutsche Schriftsteller Karl Heinz Poppe Bananenkrieg (Reinbek 1960), das 1961 auch in der DDR verlegt wurde (Berlin-Ost 1961). 1983 erlebte das Werk unter dem neuen Titel Interventionen oder zwölf Tage Krieg in Guatemala mit einem Nachwort des argentinischen Schriftstellers Osvaldo Bayer, der seinerzeit in Westdeutschland im Exil lebte, eine Neuauflage (Berlin-West 1983).

- Der guatemaltekische Literaturnobelpreisträger Miguel Ángel Asturias dramatisierte die Invasion 1956 in seiner Novelle Weekend en Guatemala, die 1962 zum ersten Mal auf Deutsch erschien (Weekend in Guatemala, Berlin-Ost 1962) und die Invasion aus der Sicht eines amerikanischen Piloten schildert, der als Söldner für das Unternehmen angeheuert wurde.

- Das Schicksal von Árbenz Guzmán als gestürzter Präsident von Honduras wird in dem 2020 auf Deutsch erschienenen historischen Roman Harte Jahre von Mario Vargas Llosa verarbeitet.[7]

## Dokumentationen
- 1993 drehte der schweizerische Dokumentarfilmer Andreas Hoessli in Guatemala und Costa Rica den 90-minütigen Dokumentarfilm Devils Don’t Dream – Nachforschungen über Jacobo Arbenz Guzmán (Schweiz 1995). Der Film enthält auch Interviews mit Beteiligten der Operation Success und benutzt äußerst seltenes Filmmaterial unter anderem aus Guatemala und den USA. Er wurde am 11. Oktober 1998 auf 3sat ausgestrahlt.